# Edzard II
Edzard II (ur. 24 lub 20 czerwca 1532, zm. 1 marca 1599 w Aurich) – hrabia Fryzji Wschodniej od 1540.

## Życiorys
Edzard II był najstarszym synem hrabiego Fryzji Wschodniej Ennona II i Anny Oldenburskiej, córki hrabiego Oldenburga Jana XIV. W dzieciństwie stracił ojca. W 1558 poślubił córkę króla Szwecji Gustawa I Wazy Katarzynę – dla władców Fryzji Wschodniej był to jedyny w historii mariaż z przedstawicielem rodu królewskiego, dla Szwedów element kontraktu politycznego, który służył znalezieniu sprzymierzeńca przeciwko Danii i uzyskaniu dostępu do Atlantyku. Edzard wybrał się w tym celu do Sztokholmu i powrócił do swego kraju z żoną dopiero w 1561. Mimo osiągnięcia dojrzałości nie mógł przemóc władzy matki, która starała się zapewnić udziały w dziedzictwie po ojcu także młodszym braciom Edzarda, Krzysztofowi i Janowi. Krzysztof zmarł w 1566, ale konflikt z Janem doprowadził do faktycznego podziału kraju, który utrzymał się także po śmierci matki w 1575.
W 1574 utracił na rzecz hrabiów Oldenburga Jever. Licząc na odzyskanie tego terytorium w 1580 Edzard zawarł sojusz z królem Hiszpanii Filipem II Habsburgiem, toczącym wówczas wojnę z Niderlandami i potrzebującym sojuszników w tym regionie, bezpośrednim skutkiem tego układu była coroczna płatność Hiszpanów na rzecz Edzarda. Mimo to dług hrabstwa pod panowaniem Edzarda rósł i ten coraz częściej zwracał się do jego stanów o wsparcie finansowe. Jednocześnie był to okres rozwoju portu i miasta Emden. W efekcie w 1595 doszło do rewolucji emdeńskiej – mieszczanie, wsparci przez prowincje niderlandzkie, powstali przeciwko hrabiemu i odnieśli sukces. Edzard nie zdołał ich pokonać i utracił kontrolę nad miastem.

## Rodzina
1 października 1558 odbył się ślub Edzarda z Katarzyną, córką króla Szwecji Gustawa I Wazy. Z tego małżeństwa pochodziły następujące dzieci:
- Małgorzata (1560–1588), żona kolejno palatyna reńskiego Ludwika VI, margrabiego Badenii-Durlach Ernesta Fryderyka oraz księcia Saksonii-Lauenburga-Ratzeburga Juliusza Henryka,
- Anna (1562–1621),
- Enno III (1563–1625), następca Edzarda jako hrabia Fryzji Wschodniej,
- Gustaw (1565–1608),
- Jan III (1566–1625), pan Rietbergu,
- Krzysztof (1569–1636), pan Rumpst i Spontin,
- Edzard (przed 1571–1572),
- Elżbieta (przed 1572–1573),
- Zofia (1574–1630),
- Karol Otto (1577–1603),
- Maria (1582–1616), żona księcia Brunszwiku-Dannenbergu Juliusza Ernesta[2].